# Lasiurus ebenus
Lasiurus ebenus — вид рукокрилих, родини Лиликові.

## Поширення, поведінка
Відомий тільки з типової місцевості в Бразилії в регіоні Сан-Паулу, де зараз проходить інтенсивне руйнування середовища проживання людиною.